# Miha Lokar
Miha Lokar (Celje, 10 settembre 1935) è un ex cestista jugoslavo.

## Carriera
Con la Jugoslavia ha disputato i Giochi olimpici di Roma 1960 e i Campionati europei del 1961.

## Palmarès
- YUBA liga: 5

AŠK Lubiana: 1957, 1959, 1961, 1962, 1966